# Samuel Colman

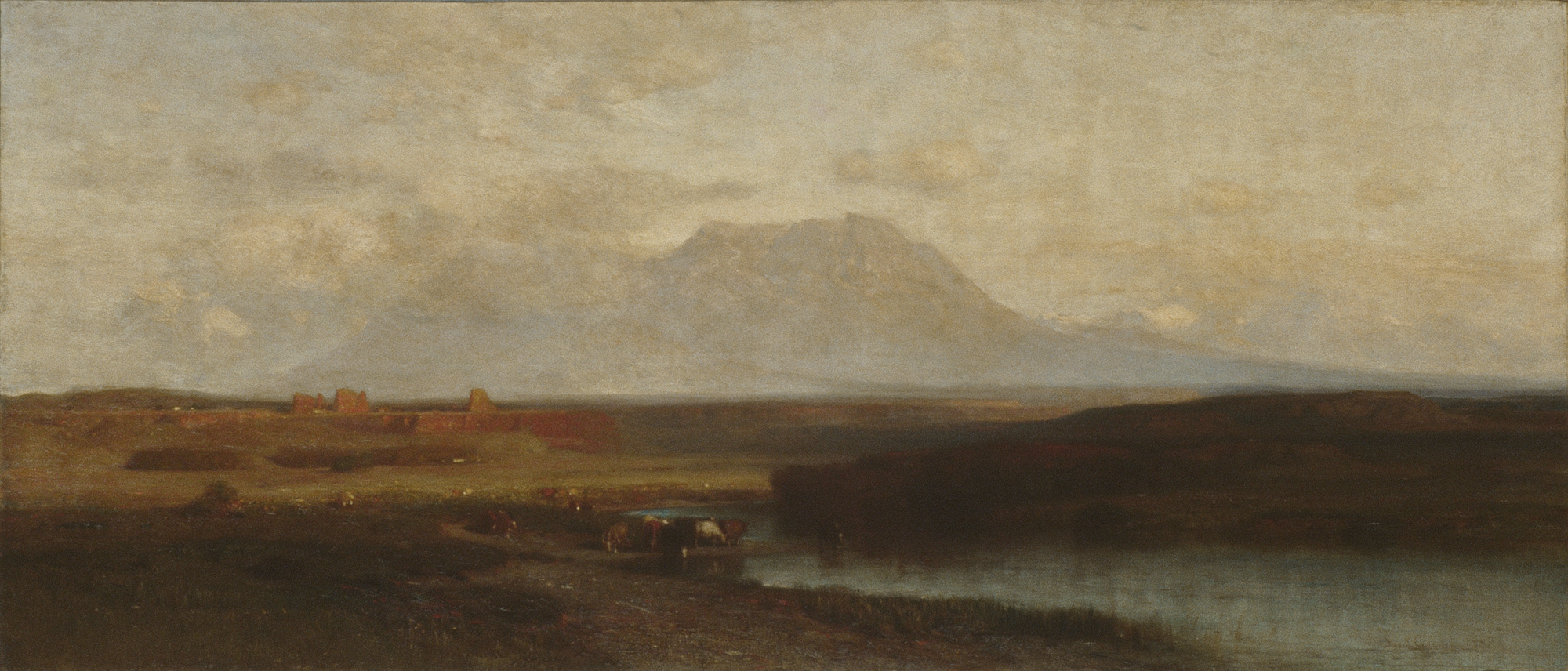
Spanish Peaks, målade av Samuel Colman.

Samuel Colman, född den 4 mars 1833 i Portland, Maine, död den 27 mars 1920, var en amerikansk målare.
Colman började redan som barn teckna efter naturen, vid hamnen i New York och på Hudsonfloden, men reste till Europa och studerade i Frankrike, Spanien, Italien och Schweiz. Han stiftade det amerikanska akvarellistsällskapet, vars president han var 1866-1871. "C:s landskap äro, heter det, icke poetiska, men natursanna och detaljerade i utförandet", står det i Nordisk familjebok.